# Islas Sorlingas
Las Islas Sorlingas (en córnico: Ynysek Syllan, en inglés: Isles of Scilly /ˈsɪli/ SIL-ee) es un archipiélago con estatus de autoridad unitaria sui generis de Inglaterra (Reino Unido). Según el censo de 2021, tienen una población de 2054 habitantes.
Están ubicadas al suroeste de la costa del condado de Cornualles, a 45 km de distancia de la costa.
El archipiélago comprende más de 200 islas diseminadas en 200 km². De estas, solo cinco están actualmente habitadas: St Mary's, St Agnes, St Martin's, Tresco y Bryher. La superficie total de las islas es de 16,38 km².

## Historia

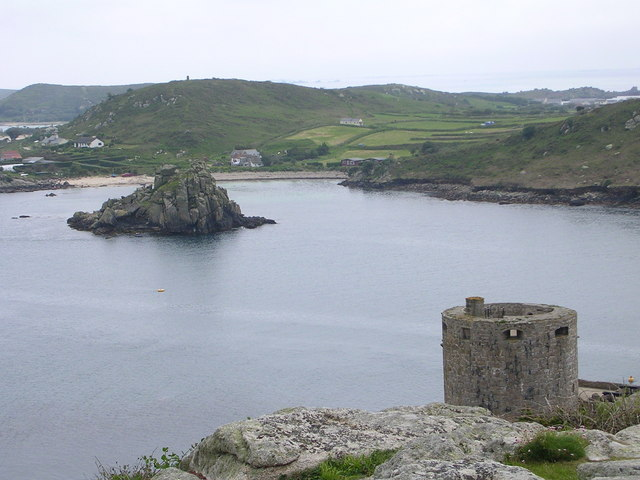
Castillo de Cromwell

Las islas han estado habitadas desde la Edad de Piedra y aún hoy se pueden encontrar restos de muros de piedra sumergidos en la zona. Se piensa que hasta hace relativamente poco tiempo las islas eran mucho mayores y, de hecho, se cree que fueron una única isla, llamada Ennor, hasta cerca del año 400 d. C., en que comenzó a ser inundada por los niveles crecientes del mar.
No se sabe cuándo exactamente los habitantes de las islas dejaron de hablar el córnico (idioma celta del condado de Cornualles), pero, al parecer, fue a partir de la Edad Media, cuando se intensificaron los contactos con Gran Bretaña. Al contrario de la situación del irlandés y del gaélico escocés, las islas parecen haber perdido su antigua lengua celta antes que en otras zonas de Gran Bretaña.[cita requerida]
El archipiélago fue uno de los últimos bastiones donde los realistas resistieron a los parlamentarios. Durante el reinado de Isabel I se construyeron varias estructuras defensivas, que se convertirían en claves para la defensa de las islas. Estas estructuras defensivas todavía se pueden ver hoy en día, y el Star Castle ahora incluso se utiliza como hotel. Finalmente, en junio de 1651 las fuerzas realistas fueron derrotadas, pero no antes de que las Islas Sorlingas entraran en una de las guerras más largas de la historia contra los Países Bajos.

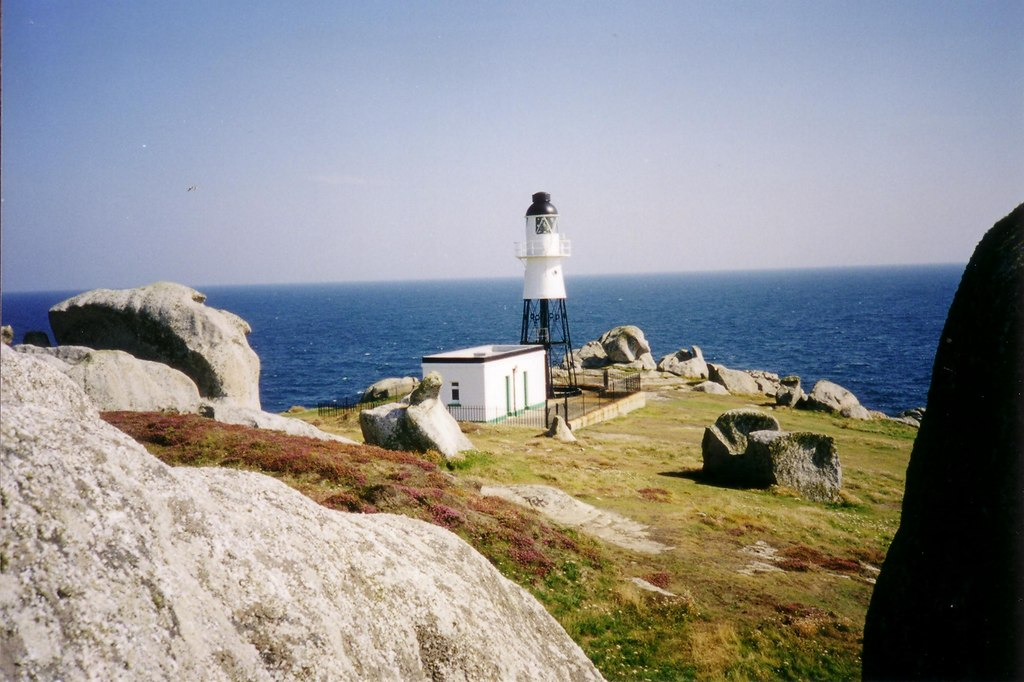
Faro de Penninis

Para los residentes de las Islas Sorlingas y de los Países Bajos fue una sorpresa cuando en 1985 descubrieron que, sin saberlo, habían estado en guerra entre sí durante 335 años. Durante la Guerra Civil, los Países Bajos apoyaron a los Roundhead, y los realistas tomaron represalias asaltando barcos neerlandeses, lo que llevó al almirante Maarten Tromp a declarar la guerra a las Islas Sorlingas en 1651. Sin embargo, la guerra nunca llegó a nada, ya que tres meses después los parlamentarios lograron apoderarse de las islas Sorlingas y los neerlandeses regresaron a su país, aunque sin declarar la paz antes de partir. No fue hasta 1985, cuando Roy Duncan (un historiador de las Islas Sorlingas) escribió a la embajada holandesa investigando sobre la guerra, que se descubrió el error. A pesar de la incierta validez de la declaración de guerra, la paz entre ambos contendientes se firmó finalmente en 1986.
En junio de 1651, durante la tercera guerra civil inglesa, las islas fueron recapturadas a los realistas por el almirante parlamentario Robert Blake. Las costas del archipiélago fueron el escenario de un grave naufragio, conocido como el desastre naval de las Sorlingas de 1707, en el que el mal tiempo propició un error de navegación que provocó la pérdida de cuatro navíos de guerra y de la vida de cerca de 2000 marineros al mando de sir Cloudesley Shovell, que también murió ahogado durante el siniestro.
Como difícilmente podía ser de otro modo, el mar siempre ha tenido un papel importante en la historia de las islas, pero fue en el siglo XIX cuando tuvieron un desarrollo marítimo decisivo. Las playas que hoy disfrutan los bañistas albergaban entonces unos astilleros, y las bahías, ahora llenas de yates de recreo, estuvieron alguna vez repletas de barcos pesqueros y mercantes. El que fuese primer ministro Harold Wilson pasaba las vacaciones regularmente en las islas, e incluso compró en ellas una propiedad. Actualmente está enterrado en la mayor de las islas, St. Mary’s.

## Geografía
Las islas Sorlingas son un archipiélago de cinco islas habitadas, y muchos otros islotes y rocas (alrededor de 140 en total) despoblados y localizados a unos 45 km del extremo suroeste de la isla de Gran Bretaña. 
Las principales islas (en primer lugar el nombre en inglés, segundo lugar el nombre en el córnico desaparecido entre paréntesis) son las siguientes (la población de las cinco islas habitadas, según el censo de 2001, entre paréntesis):
- Saint Mary’s (Ennor) (1.666 hab.): 6,58 km² 
  - Villa principal: Hugh Town (Tre Huw) (1.068 habitantes)
- Tresco (Ynys Skaw) (180 hab.): 2,97 km²
- Saint Martin’s (Brechiek) (142 hab.): 2,37 km²
- Saint Agnes (Aganas) (70 hab.): 1,48 km²
- Bryher  (92 hab.): 1,32 km²
- Gugh (Keow) (3 hab.): 0,38 km²
- Samsom: 0,21 km²
- Annet (Auk): 0,20 km²
- Saint Helen's (Ynys Elidius): 0,18 km²
- Teän: 0,16 km²
- Great Ganilly (Guen Hily): 0,13 km²
- 45 otras: 0,57 km²

La situación geográfica de las islas hace de ellas una zona de grandes contrastes respecto a otras de la misma latitud. El efecto moderador del mar y, particularmente, el influjo de la cálida corriente del Golfo hacen que las islas tengan rara vez escarchas o nieve, lo que permite a los granjeros cultivar flores, como los narcisos, mucho antes que en Gran Bretaña. De hecho, el cultivo de flores es la principal actividad estable de las islas donde –como en las otras costas sudoccidentales de Cornualles- existen incluso palmeras. Entre la fauna natural se destacan por su abundancia los alcidae, es decir, alcas, araos y frailecillos, llamados por los lugareños poc'han.[cita requerida]

### Clima
| Parámetros climáticos promedio de St Mary's Heliport, 1981 - 2010 | Parámetros climáticos promedio de St Mary's Heliport, 1981 - 2010 | Parámetros climáticos promedio de St Mary's Heliport, 1981 - 2010 | Parámetros climáticos promedio de St Mary's Heliport, 1981 - 2010 | Parámetros climáticos promedio de St Mary's Heliport, 1981 - 2010 | Parámetros climáticos promedio de St Mary's Heliport, 1981 - 2010 | Parámetros climáticos promedio de St Mary's Heliport, 1981 - 2010 | Parámetros climáticos promedio de St Mary's Heliport, 1981 - 2010 | Parámetros climáticos promedio de St Mary's Heliport, 1981 - 2010 | Parámetros climáticos promedio de St Mary's Heliport, 1981 - 2010 | Parámetros climáticos promedio de St Mary's Heliport, 1981 - 2010 | Parámetros climáticos promedio de St Mary's Heliport, 1981 - 2010 | Parámetros climáticos promedio de St Mary's Heliport, 1981 - 2010 | Parámetros climáticos promedio de St Mary's Heliport, 1981 - 2010 |
| Mes                                                               | Ene.                                                              | Feb.                                                              | Mar.                                                              | Abr.                                                              | May.                                                              | Jun.                                                              | Jul.                                                              | Ago.                                                              | Sep.                                                              | Oct.                                                              | Nov.                                                              | Dic.                                                              | Anual                                                             |
| ----------------------------------------------------------------- | ----------------------------------------------------------------- | ----------------------------------------------------------------- | ----------------------------------------------------------------- | ----------------------------------------------------------------- | ----------------------------------------------------------------- | ----------------------------------------------------------------- | ----------------------------------------------------------------- | ----------------------------------------------------------------- | ----------------------------------------------------------------- | ----------------------------------------------------------------- | ----------------------------------------------------------------- | ----------------------------------------------------------------- | ----------------------------------------------------------------- |
| Temp. máx. abs. (°C)                                              | 15.3                                                              | 16.7                                                              | 19.6                                                              | 20.9                                                              | 23.8                                                              | 26.1                                                              | 26.8                                                              | 27.8                                                              | 24.7                                                              | 22.3                                                              | 18.3                                                              | 17.3                                                              | 27.8                                                              |
| Temp. máx. media (°C)                                             | 9.7                                                               | 9.7                                                               | 10.8                                                              | 12.3                                                              | 14.5                                                              | 17.1                                                              | 19.2                                                              | 19.7                                                              | 18.0                                                              | 14.7                                                              | 12.1                                                              | 10.4                                                              | 14                                                                |
| Temp. media (°C)                                                  | 8.0                                                               | 7.9                                                               | 8.8                                                               | 9.8                                                               | 12.0                                                              | 14.5                                                              | 16.5                                                              | 16.9                                                              | 15.5                                                              | 12.7                                                              | 10.3                                                              | 8.7                                                               | 11.8                                                              |
| Temp. mín. media (°C)                                             | 6.2                                                               | 6.0                                                               | 6.7                                                               | 7.2                                                               | 9.4                                                               | 11.9                                                              | 13.8                                                              | 14.1                                                              | 12.9                                                              | 10.6                                                              | 8.5                                                               | 6.9                                                               | 9.5                                                               |
| Temp. mín. abs. (°C)                                              | -7.2                                                              | -4.3                                                              | -3.2                                                              | -1.6                                                              | 1.2                                                               | 5.6                                                               | 8.6                                                               | 9.3                                                               | 6.4                                                               | 3.2                                                               | 0.0                                                               | -4.2                                                              | -7.2                                                              |
| Precipitación total (mm)                                          | 94.8                                                              | 69.7                                                              | 61.7                                                              | 54.6                                                              | 47.8                                                              | 47.8                                                              | 63.4                                                              | 67.2                                                              | 67.4                                                              | 96.6                                                              | 95.9                                                              | 98.2                                                              | 865.1                                                             |
| Días de precipitaciones (≥ 1 mm)                                  | 14.5                                                              | 13.0                                                              | 11.5                                                              | 10.4                                                              | 8.5                                                               | 6.9                                                               | 8.9                                                               | 9.7                                                               | 10.2                                                              | 14.4                                                              | 14.9                                                              | 15.2                                                              | 138.1                                                             |
| Horas de sol                                                      | 58.8                                                              | 79.8                                                              | 124.4                                                             | 192.4                                                             | 218.5                                                             | 206.3                                                             | 204.1                                                             | 203.4                                                             | 160.1                                                             | 113.0                                                             | 74.6                                                              | 54.4                                                              | 1689.8                                                            |
| Fuente n.º 1: Met Office                                          |                                                                   |                                                                   |                                                                   |                                                                   |                                                                   |                                                                   |                                                                   |                                                                   |                                                                   |                                                                   |                                                                   |                                                                   |                                                                   |
| Fuente n.º 2:                                                     |                                                                   |                                                                   |                                                                   |                                                                   |                                                                   |                                                                   |                                                                   |                                                                   |                                                                   |                                                                   |                                                                   |                                                                   |                                                                   |

## Economía
La actividad principal de las islas es el turismo, con carácter estacional. La época turística se inicia en primavera y se prolonga hasta octubre. Por su localización, las islas son la primera parada para muchas aves migratorias, incluyendo algunas especies raras de Norteamérica y Siberia.

## Área de belleza natural destacada
En 1975, las islas fueron designadas "Área de belleza natural destacada". Esta designación cubre todo el archipiélago, incluyendo las islas deshabitadas y rocas adyacentes.

## Deporte
Durante la década de 1920 solía haber un campeonato de fútbol entre las islas de St. Mary's, Tresco, St. Martins, Bryher y Saint Agnes llamado Lyonnesse Inter-Island Cup.
Desde la década de 1950 solo hay dos equipos en las islas Sorlingas, los Rangers y los Rovers, que en 1984 cambiaron sus nombres a Garrison Gunners y Woolpack Wanderers, respectivamente. Esto convierte a la Scilly Islands League en la liga de fútbol afiliada más pequeña del mundo.
En abril de 2008, Adidas grabó un comercial llamado "Gran Sueño" donde se daba a conocer la liga y que estaba protagonizado por conocidos futbolistas como David Beckham, Steven Gerrard y Patrick Vieira.